# Guy Bouriat

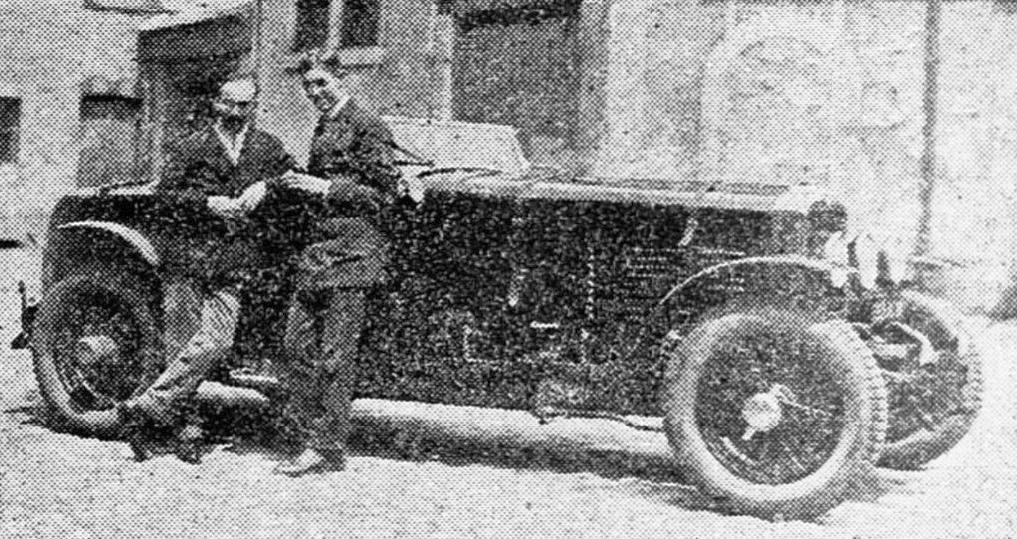
Guy Bouriat (D) et Philippe de Rothschild (G) sur Stutz aux 24 Heures du Mans 1929 (5e).

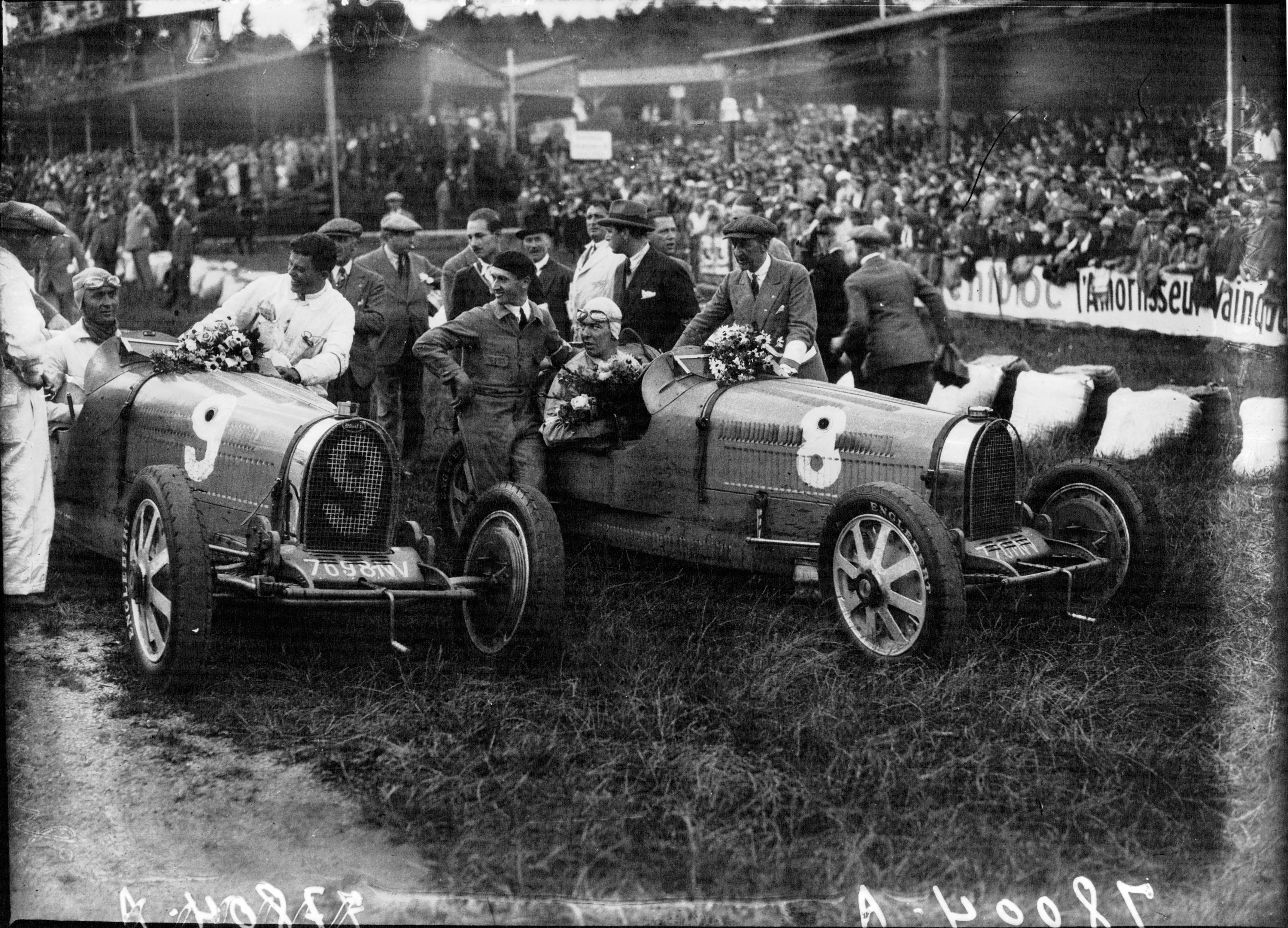
Louis Chiron (G) et Guy Bouriat (centre), au GP de Belgique 1930.

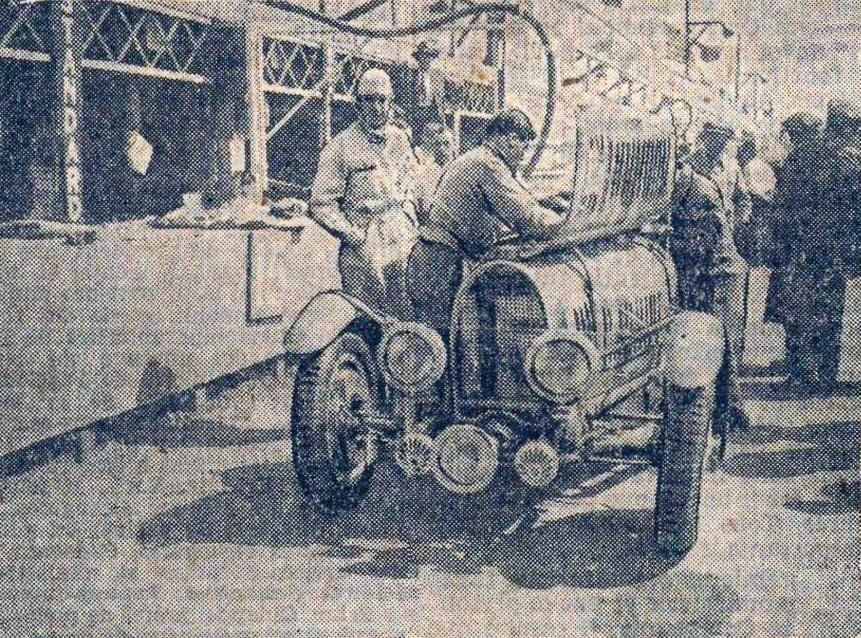
Ravitaillement de Guy Bouriat sur Bugatti T55 numéro 15, aux 24 Heures du Mans 1932.

Guy Bouriat (né à Paris 16e le 16 mai 1902 et mort à Mons-en-Chaussée le 21 mai 1933) est un pilote automobile français.

## Biographie
La famille de Guy Bouriat est originaire d'Yvré-l'Évêque, près du Mans, dans la Sarthe. Son père, René Bouriat (1872-1961), est le propriétaire du château des Arches à Yvré-l’Evêque et fut titré « comte Bouriat-Quintard » par le pape Léon XIII, à la suite d'une importante donation accordée à l'Église. Sa mère, Maria Antonia Manuel de Gramedo (1873-1936) est espagnole.
Après quelques courses de moto, sa première passion, sous le pseudonyme de Guy Quintard, il débute en compétition automobile en 1926 aux 24 Heures du Mans avec les Établissements Henri Précloux (E.H.P.). Il continue ensuite avec l'Équipe Bugatti et participe à plusieurs Grand Prix, ce qui lui permet de terminer troisième du Championnat d'Europe des pilotes 1931, associé à Albert Divo.
Il trouve la mort le 21 mai 1933 au volant d'une Bugatti Type 51 au 12e tour du Grand Prix de Picardie, après avoir été dépassé par Philippe Etancelin, le futur vainqueur sur Alfa Romeo 8C 2300 au lendemain de la mort de Louis Trintignant aux essais également sur une type 51 (après avoir remporté la course de côte de Château-Thierry la même année). Son décès survient le jour de la naissance d'un autre pilote automobile sarthois, Fernand Tavano.

## Liens externes

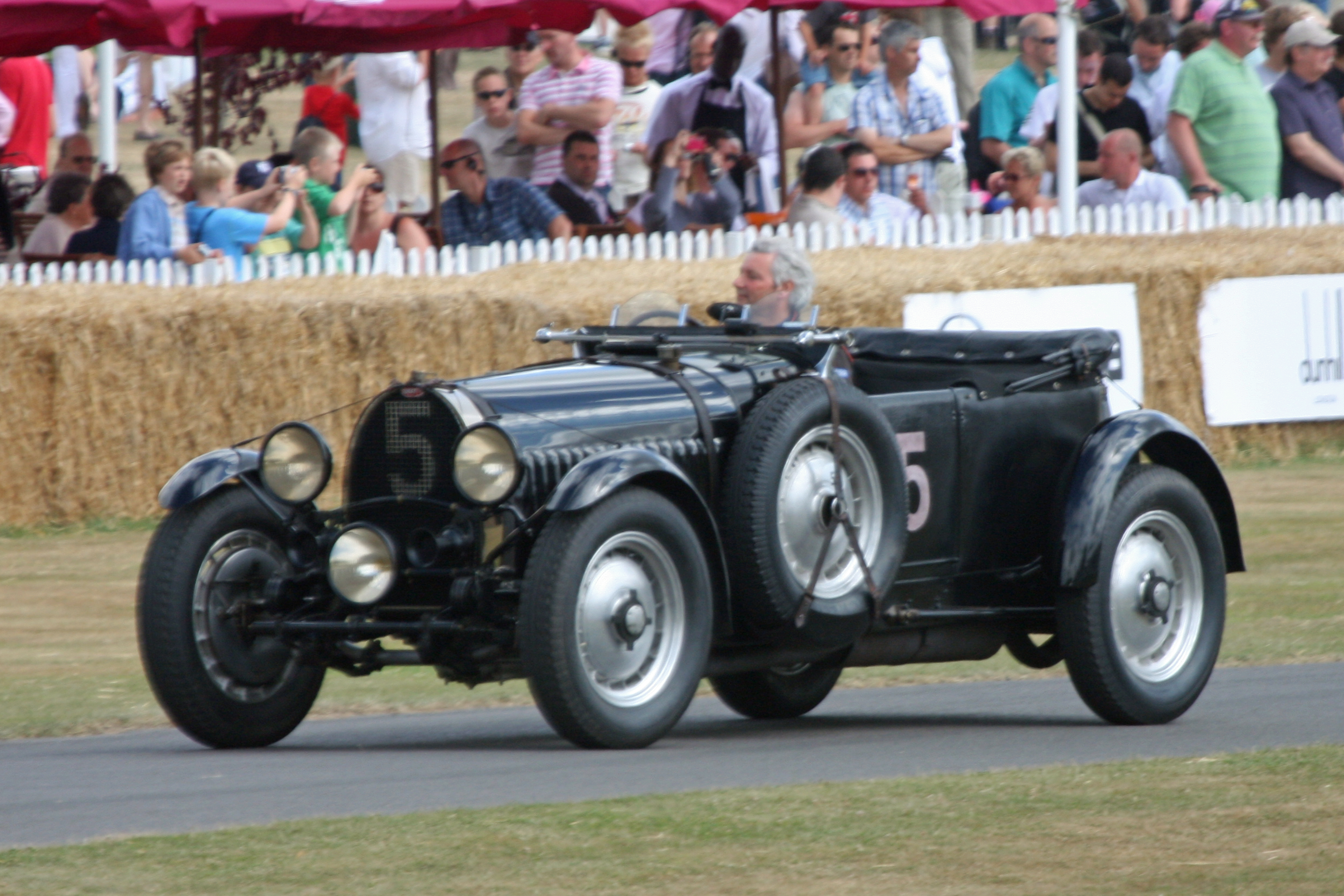
La Bugatti no 5 de Bouriat et Albert Divo aux 24 heures du Mans 1931.

## Résultats aux 24 Heures du Mans
| Année | Voiture                                | Équipe           | Équipiers            | Résultat |
| ----- | -------------------------------------- | ---------------- | -------------------- | -------- |
| 1926  | Établissements Henri Précloux (E.H.P.) | E.H.P.           | Guy Dollfuss         | Abd.     |
| 1927  | Établissements Henri Précloux (E.H.P.) | E.H.P. DS        | Pierre Bussienne     | 5e       |
| 1928  | Établissements Henri Précloux (E.H.P.) | E.H.P.           | Pierre Bussienne     | 14e      |
| 1929  | Stutz Paris                            | Stutz DV32       | « Georges Philippe » | 5e       |
| 1931  | Équipe Bugatti                         | Bugatti Type 50S | Albert Divo          | Abd.     |
| 1932  | Guy Bouriat                            | Bugatti Type 55  | Louis Chiron         | Abd.     |